# Parque Forestal Juan Carlos I Rey
El parque forestal Juan Carlos I es un parque forestal de la ciudad española de Melilla, situado en la zona sur, en la carretera de Alfonso XIII, colindante al barrio del General Real.

## Historia
La Granja de Experimentación Agrícola del Protectorado Español fue fundada en 1907, construyéndose un depósito de agua por el ingeniero Julio Castro Núñez en la segunda mitad del siglo XX y tras las escasez de agua, así como el aumento demográfico y las nuevas urbanizaciones que hicieron desaparecer los cultivos de Melilla entre los años 70 y 90, pasa a ser un campamento de inmigrantes ilegales, hasta que en mayo de 1998 se presenta el proyecto de la zona, con zonas verdes, deportivas y de ocio y el vallado por la Comisión de Obras Públicas y el 24 de febrero de 1999 se pone la primera piedra del futuro Parque Temático de Melilla.
El 14 de mayo de 2004 se presenta el proyecto del ya Parque Forestal, que es inaugurado el 14 de noviembre de 2007 y denominado oficialmente Parque Forestal Juan Carlos I el día 29 de diciembre de 2007.

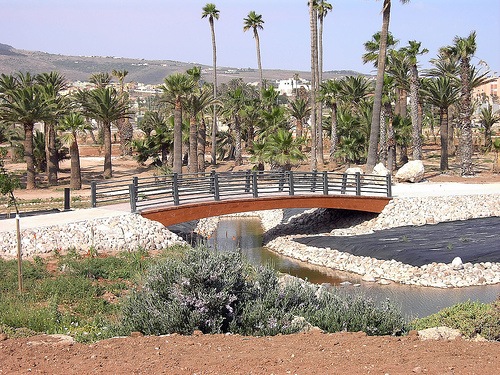
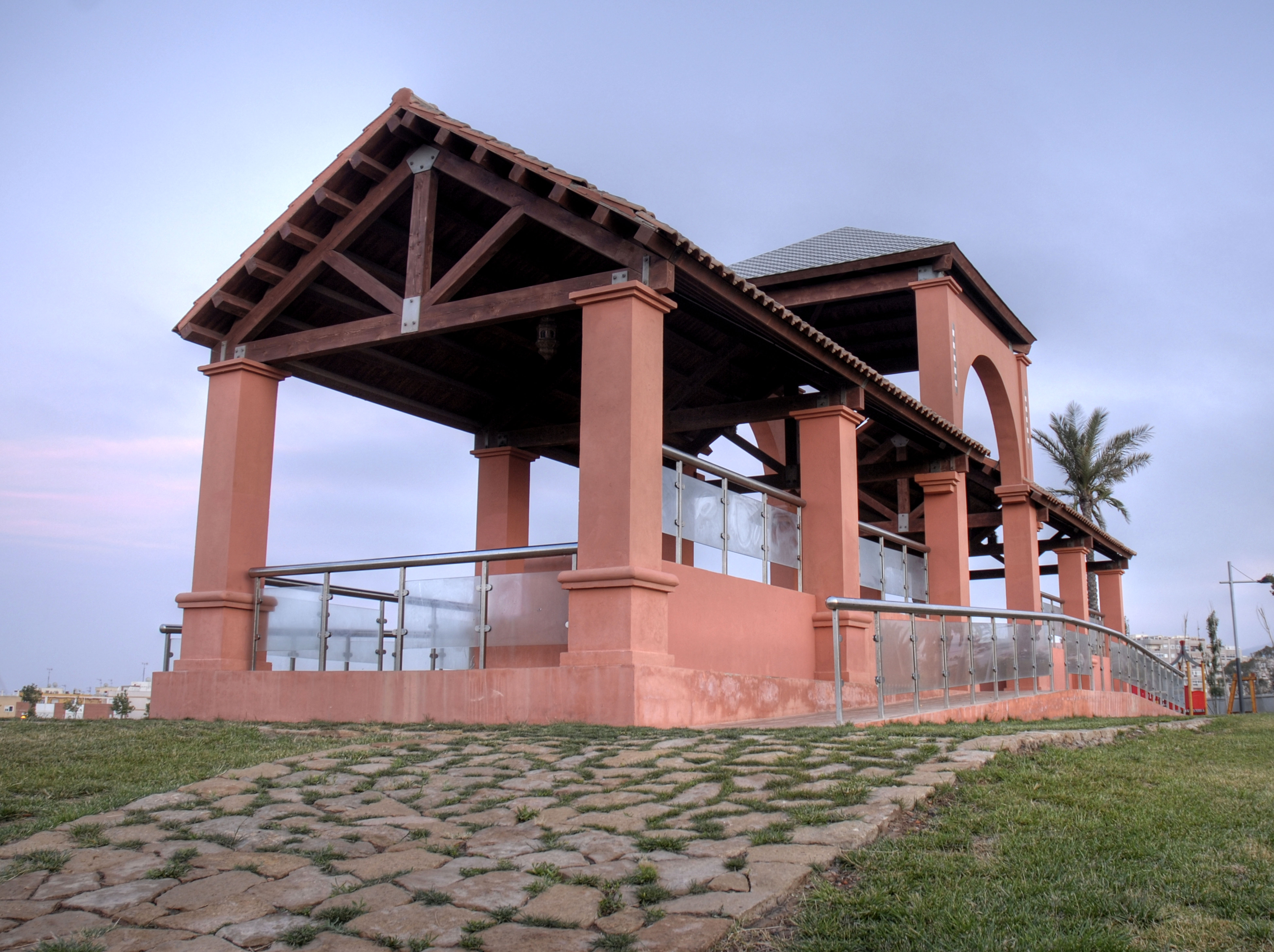
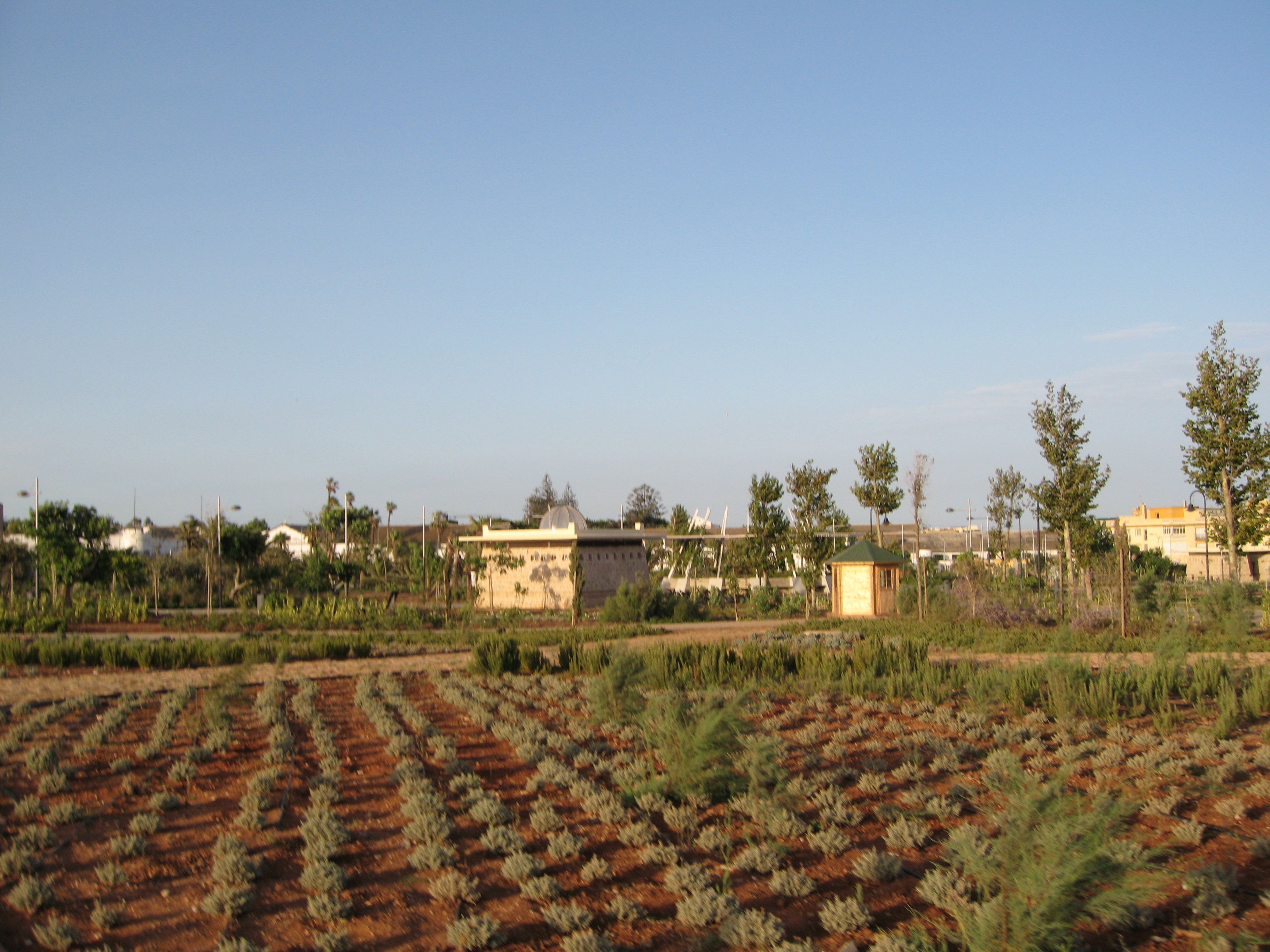

Cuenta con multitud de zonas con césped, plantas mediterráneas, zonas infantiles y un gran estanque.